# 中臣常
中臣 常（なかとみ の つね）は、奈良時代の貴族。名は都禰とも記される。中臣氏二門、神祇伯・中臣広見の子。官位は正五位下・紀伊守。

## 経歴
天平宝字8年（764年）藤原仲麻呂の乱終結後に行われた叙位にて、従五位下に叙爵する。神護景雲2年（768年）阿波守に任ぜられる。
光仁朝に入ると、宝亀3年（772年）玄蕃頭、宝亀5年（774年）宮内大輔と京官を歴任し、この間の宝亀4年（773年）従五位上に叙せられている。宝亀9年（778年）近江介任ぜられ、再び地方官に転じる。
延暦2年（783年）民部少輔として京官に復すと、延暦4年（785年）治部大輔、延暦6年（787年）神祇大副、延暦8年（789年）宮内大輔と桓武朝初期は再び京官を歴任した。また延暦7年（788年）には正五位下に昇叙されている。延暦9年（790年）紀伊守に遷った。

## 官歴
『続日本紀』による。
- 時期不詳：正六位上
- 天平宝字8年（764年） 10月7日：従五位下
- 神護景雲2年（768年） 2月18日：阿波守
- 宝亀3年（772年） 4月20日：玄蕃頭
- 宝亀4年（773年） 正月7日：従五位上
- 宝亀5年（774年） 3月5日：宮内大輔
- 宝亀9年（778年） 2月4日：近江介
- 延暦2年（783年） 7月25日：民部少輔
- 延暦4年（785年） 正月15日：治部大輔
- 延暦6年（787年） 3月22日：神祇大副
- 延暦7年（788年） 11月25日：正五位下
- 延暦8年（789年） 3月19日：治部大輔。5月28日：宮内大輔
- 延暦9年（790年） 3月10日：紀伊守

## 系譜
「中臣氏系図」（『群書類従』巻第62所収）による。
- 父：中臣広見
- 母：不詳
- 生母不明の子女
  - 男子：中臣前守
  - 男子：中臣建麻呂
  - 男子：中臣雄建